# Stift Engelszell
Stift Engelszell (sv:Engelszells stift) är ett trappistkloster i Engelhartszell i Österrike.
I maj 2012 godkände International Trappist Association Stift Engelszell att bli den åttonde producenten av trappistöl.